# Munidopsis latirostris
Munidopsis latirostris is een tienpotigensoort uit de familie van de Munidopsidae. De wetenschappelijke naam van de soort is voor het eerst geldig gepubliceerd in 1895 door Faxon.